# مورين بيتي
مورين بيتي (بالإنجليزية: Maureen Beattie)‏ هي ممثلة بريطانية، ولدت في 1953 في بوندوران في جمهورية أيرلندا.

## وصلات خارجية
- مورين بيتي على موقع IMDb (الإنجليزية)
- مورين بيتي على موقع قاعدة بيانات الفيلم (الإنجليزية)